# سایریکس
سایریکس (انگلیسی: Cyrix) شرکت سخت‌افزار آمریکایی است، که در سال ۱۹۸۸ تأسیس شد.